# 秋山政司
秋山 政司（あきやま まさし、1924年1月8日 - 1980年9月）は、日本の元プロボクサー。東京都出身。東洋ライト級、日本ライト級の元王者。日本王座防衛19度の記録を持つ。引退後は報知新聞のボクシング記者として活動。1980年9月、急性リンパ性白血病のため56歳で没した。
- 1950年、日本ライト級王者（19度防衛）
- 1954年、東洋ライト級王者
- 1955年、東洋ライト級王者

## 主な戦績
- 1940年7月、極東ジムよりプロデビュー。
- 1944年1月25日、堀口恒男（ピストン堀口）に10回判定負け。
- 1950年4月8日、椎名勇夫（高千穂）に判定勝ち、日本ライト級王座獲得。以降、まるで人が変わったような快進撃を始める。
- 1950年6月29日、「大学の虎」後藤秀夫（坂口）に判定勝ち、日本王座の初防衛。
- 1951年9月20日、山野井清次郎（青木）に判定勝ち、日本王座5度目の防衛。
- 1953年2月14日、風間桂二郎（オール）に判定勝ち、日本王座10度目の防衛。
- 1953年3月1日、チャムルーン・ソンキトラット（タイ）の持つ東洋ライト級王座に初挑戦。12回判定負け。
- 1953年8月29日、後の東洋フェザー級王者、金子繁治に2回TKO勝ち、日本王座13度目の防衛。
- 1953年11月26日、後の世界ジュニアライト級（現・スーパーフェザー級）王者、フラッシュ・エロルデ（フィリピン）に判定勝ち、日本王座14度目の防衛。エロルデとは、この試合を含め、3回対戦して2勝1敗。
- 1954年1月5日、小坂克己（日東）に6回TKO勝ち、日本王座15度目の防衛。
- 1954年3月30日、東洋ライト級王座に挑戦。トミー・レルマ（フィリピン）に12回判定勝ちし王座獲得。
- 1954年9月20日、ボニー・エスピノサ（フィリピン）に判定負け、東洋王座の初防衛に失敗。
- 1955年2月16日、日本王座防衛戦。戸波正治（鈴木）に10回判定勝ちし、日本王座19度防衛の偉業達成。これは、1995年3月に上山仁（新日本木村）に破られるまでの日本記録であった。
- 1955年7月15日、東洋ライト級王座に挑戦。オムザップ・ナルファイ（タイ）に6回TKO勝ちし王座獲得。
- 1955年8月25日、東洋王座の初防衛戦。17歳の天才ボクサー沢田二郎に4回TKO負けし王座陥落、いったん控え室に引き揚げた後、リングに戻り、そこで引退を表明した。日本王座獲得後の戦績は59勝12敗5分と、まさに別人であった。

最終戦績76勝（25KO）29敗8分。